# Pazdušna mišica
Pazdušna mišica (latinsko musculus coracobrachialis) je mišica sprednje skupine nadlakti. Vzdržuje glavo nadlahtnice v sklepni ponvici ramenskega sklepa. Med korakoidnim odrastkom in kito pazdušne mišice je sinovialna vreča, bursa pazdušne mišice.
Mišica izvira iz kljunastega odrasteka lopatice in se narašča anteriorno na medialni strani telesa nadlahtnice.
Pazdušna mišica sodeluje pri anterflexiji in primikanju v ramenskemu sklepu.